# دیتر زباخ
دیتر زباخ (آلمانی: Dieter Seebach؛ زادهٔ ۳۱ اکتبر ۱۹۳۷) شیمی‌دان اهل آلمان است. فعالیت اصلی او در زمینهٔ سنتز زیست بسپار، دندریمرها و حوزهٔ شیمی فضایی است.